# Cloud 9 (film 2014)
Cloud 9 – amerykański film z kanonu Disney Channel Original Movies. W główne role wcielają się Dove Cameron i Luke Benward. Film swoją amerykańską premierę miał 17 stycznia 2014 roku na kanale Disney Channel wraz z premierą najnowszego serialu Disney Channel, To nie ja, natomiast polską 15 marca tego samego roku, także na kanale Disney Channel. Oglądalność filmu w USA wyniosła 5 milionów widzów.

## Fabuła
Oto historia snowboardzistki Kayli i byłej, obiecującej gwiazdy snowboardu o imieniu Will. Dziewczyna zostaje z hukiem wyrzucona ze swojej drużyny, w wyniku czego podejmuje indywidualne treningi z Willem Cloudem – byłym mistrzem snowboardu, którego kariera zakończyła się po poważnej kontuzji. Kayla, wraz ze swoim nowym mentorem, ze wszystkich sił dąży do odkupienia win, udowodnienia sportowych umiejętności i odbudowania mocnej pozycji wśród najlepszych snowboardzistów. Will narzuca jej rygorystyczny trening, aby sprawdzić, czy jest w stanie zmierzyć się z najlepszymi. Tymczasem Kayla musi zainspirować Willa do walki z jego największymi wrogami – brakiem wiary w siebie i powracającym zwątpieniem.

## Obsada
- Luke Benward jako Will Cloud
- Dove Cameron jako Kayla Morgan
- Kiersey Clemons jako Skye Sailor
- Mike C. Manning jako Nick Swift
- Carlon Jeffery jako Dink
- Andrew Caldwell jako Sam
- Amy Farrington jako Andrea Cloud
- Patrick Fabian jako Richard Morgan
- Jeffrey Nordling jako Sebastian Swift
- Victoria Moroles jako Pia
- Tatum Chiniquy jako Linds
- Colton Tran jako Mike
- Dillon Lane jako Burke Brighton

## Wersja polska
Wersja polska: SDI Media Polska

Reżyseria: Artur Tyszkiewicz

Dialogi: Stan Kielan

Montaż: Magdalena Waliszewska

Kierownictwo produkcji: Beata Jankowska

W wersji polskiej udział wzięli:
- Agata Paszkowska – Kayla Morgan
- Kamil Kula – Will Cloud
- Józef Pawłowski – Nick Swift
- Karol Wróblewski – Komentator
- Robert Jarociński – Sebastian Swift
- Mateusz Narloch – Sam
- Michał Podsiadło – Dink
- Waldemar Barwiński – Richard Morgan
- Anna Gajewska – Andrea Cloud
- Olga Omeljaniec – Skye Sailor
- Kamila Boruta – Pia
- Piotr Deszkiewicz – Mike Lam
- Mikołaj Klimek – Pan Rourke
- Sebastian Cybulski – Burke
- Bożena Furczyk – Madeline Morgan
- Tomasz Jarosz – Marshall

W pozostałych rolach:
- Julia Hertmanowska
- Aleksandra Kowalicka
- Stefan Pawłowski
- Krzysztof Szczepaniak
- Paweł Ciołkosz
- Brygida Turowska
- Anna Szymańczyk

i inni
Lektor: Artur Kaczmarski